# Emily Dickinson
Emily Elizabeth Dickinson (Amherst, Massachusetts, 10. prosinca 1830. – 15. svibnja 1886.), američka pjesnikinja.

## Životopis
Emily Dickinson je jedna od najpoznatijih američkih pjesnikinja. Kao djevojka zbog zdravstvenih problema veći dio vremena provodi u kući neprestano čitajući knjige i pišući pjesme. Za svoga života objavila je samo sedam pjesama, ali nakon njene smrti među njezinim privatnim stvarima pronalaze kolekciju od preko tisuću pjesama od kojih mnoge nisu bile završene. Umrla je u 56. godini života, 15. svibnja 1886. godine.

## Djela
Njene pjesme odlikuju se prepoznatljivim, unikatnim stilom, s nevjerojatnim darom za riječi, objedinjujući profinjeni osjećaj i vrhunski intelekt. Nadahnuće za svoja djela pronalazila je u Bibliji, Shakespearovim djelima i klasičnoj mitologiji.
Sabrana i uređena zbirka svih njenih pjesama prvi put je objavljena 1890. godine u Bostonu, četiri godine poslije njene smrti. Međutim, sva izdanja s kraja 19. stoljeća i u prve polovice 20. stoljeća sadržavala su znatne prepravke izvornika.
Tek je 1955. godine objavljena zbirka Pjesme Emily Dickinson (The Poems of Emily Dickinson) u tri sveska, koja sadrži pjesme u izvornom obliku – s nestandardnim korištenjem velikih slova, interpunkcije, i brojnim crtama i elipsama.
Više od sedamdeset prijevoda odabranih pjesama Emily Dickinson po prvi put je objavljeno u knjizi Tiše Od Sna 2008. godine. Ovo je prva knjiga prijevoda pjesama na hrvatski jezik najznačajnije američke pjesnikinje. Budući da je riječ o dvojezičnom izdanju, ono može poslužiti i akademskom izučavanju djela Emily Dickinson u nas.

## Vanjske poveznice

### Sestrinski projekti
|  | Zajednički poslužitelj ima još gradiva o temi Emily Dickinson |
|  | Wikicitati imaju zbirke citata o temi Emily Dickinson         |

### Mrežna mjesta
- LZMK / Hrvatska enciklopedija: Dickinson, Emily
- LZMK / Proleksis enciklopedija: Dickinson, Emily
- Odabrane pjesme Emily Dickinson (hrv. / eng.)
- Dickinson Electronic Archives  Arhivirana inačica izvorne stranice od 13. veljače 2004. (Wayback Machine) (eng.)
- Djela Emily Dickinson na Projekt Gutenbergu
- Muzej Emily Dickinson (eng.)
- The Emily Dickinson International Society (engl.)